# Туризм в Кировской области
Туризм в Кировской области — отрасль экономики Кировской области.

## Достопримечательности

### Исторические
Статус исторических поселений имеют 12 городов и сёл: Киров, Орлов, Котельнич, Малмыж, Нолинск, Слободской, Уржум, Яранск, Советск, посёлок Лальск Лузского района, село Великорецкое Юрьянского района, село Рябово Зуевского района.
Наиболее интересные для туристов памятники расположены в исторических поселениях. В Кирове это — Свято-Успенский Трифонов монастырь, Преображенский женский монастырь, Свято-Серафимовский собор, Церковь Иоанна Предтечи, ансамбль Александровского сада, Приказная изба, особняк И. С. Репина, особняк Т. Ф. Булычева и ряд других. В городе Слободском — Михаило-Архангельская деревянная церковь, Свято-Екатерининский собор, Троицкая церковь, колокольня Спасо-Преображенской церкви. В Уржуме — Троицкий собор, здание бывшего реального училища, купеческие особняки на улице Советской. В Яранске — Успенский собор, Троицкий собор, колокольня Старо-Троицкого собора.

### Музеи
На бывшей турбазе «Простоквашино» (п. Зониха) расположена «Усадьба Ивана Царевича», ныне именуемое сказочным парком С. В Кировской области работает более 40 музеев, из которых особо ценны мемориальные музеи:
- Дом-музей В. М. и А. М. Васнецовых
- Дом-музей М. Е. Салтыкова-Щедрина
- Дом-музей И. С. Конева
- Дом-музей Райниса
- Дом-музей писателя А. С. Грина
- Дом-музей конструктора-оружейника Г. С. Шпагина (в г. Вятские Поляны)

Известен Вятский палеонтологический музей.

### Природные
- заповедник «Нургуш»
- природные заказники «Пижемский», «Былина», «Бушковский лес»
- 9 охотничьих заказников регионального значения
- 3 курортные зоны
- самое крупное в мире местонахождение Pareiasauridae — Котельничское местонахождение позвоночных, действует динопарк[2]

Интересны для туристов скальный массив «Камень», Береснятский ботанико-геологический комплекс, Чимбулатский ботанико-геологический комплекс, карстовые пещеры в Советском районе, озеро Шайтан, озеро Лежнинское, «Поющие пески» у деревни Атары в Лебяжском районе, озеро Чваниха в Медведском бору в Нолинском районе.

## Фестивали
- фестиваль авторской песни «Гринландия» (Башарово)
- народный праздник «Истобенский огурец» (Истобенск)
- фестиваль искусств имени П. С. Вершигорова (Петропавловское)
- межрегиональный[3] фестиваль национальных культур «Жар-птица» (Киров)
- конкурс молодых дизайнеров «Русский силуэт» (Киров)
- Всероссийский кинофестиваль малого кино «Встречи на Вятке» (Киров)
- международный фестиваль «Сказочные игры на Вятке» (Киров)[4]
- фестиваль «Дни романтики на Вятке» (Киров), в рамках которого вручается Премии Губернатора Кировской области в номинации «Премия имени Александра Степановича Грина»[5]
- межрегиональный фестиваль «Вятский лапоть» (Кильмезь)[6]
- межрегиональный фестиваль «Колесная феерия» (Яранск), посвященный памяти Леонтия Лукьяновича Шамшуренкова[7]
- областной фестиваль «Орловская ладья» (Орлов)[8]
- международный фестиваль шляп «Поля мира» (Вятские Поляны)[9]

## Санатории
- Нижне-Ивкино
- Лесная новь
- Колос
- Митино
- Вятские увалы
- Солнечный
- Лесная сказка

## Народные промыслы
- Дымковская игрушка
- Вятское кружево
- Кукарское кружево

## Статистика
На государственной охране стоит 883 объекта культурного наследия, из них 269 — федерального значения. Работают 5 центров национальной культуры (русской, татарской, марийской, удмуртской). Работают более 50 гостиниц, более 20 баз отдыха. Ежегодно область посещают около 20 тысяч иностранных граждан и более 260 тысяч россиян (2011). В 2007 году посетили более 265 тыс. россиян и более 16 тыс. гостей из-за рубежа. Россияне чаще всего приезжают в область с деловыми целями (45 % от общего числа посещающих область), с целью лечения (24 %), а также для отдыха. Выездной туризм (63 % всех обслуженных туристов) преобладает над въездным.